# بول كونور
بول كونور (بالإنجليزية: Bull Connor)‏ هو سياسي أمريكي، ولد في 11 يوليو 1897 بسلما في الولايات المتحدة، وتوفي في 10 مارس 1973 ببرمنغهام في الولايات المتحدة بسبب سكتة. حزبياً، نشط في الحزب الديمقراطي. انتخب عضو مجلس نواب ألاباما.

## روابط خارجية
- بول كونور على موقع IMDb (الإنجليزية)
- بول كونور على موقع الموسوعة البريطانية (الإنجليزية)
- بول كونور على موقع إن إن دي بي (الإنجليزية)